# Vicky Lusson
María Victoria Lussón, de nombre artístico Vicky Lusson, (Madrid, 11 de diciembre de 1945) es una actriz y vedette española.

## Biografía artística
A los 9 años comenzó a estudiar ballet clásico con Laura de Santelmo, debutando como profesional a los 13 años en el Teatro Eslava. Coincidió con Celia Gámez durante cuatro años, quien la ayuda al inicio de su carrera. Recibió lecciones en diversas disciplinas de baile, canto y declamación con Miss Carentaf, Héctor Zarazpe, La Quica, Arnedillo y Delfín Pulido, José Franco y Daniel Dicenta.
A los 19 años trabajó como supervedette en la compañía de Matías Colsada. Destacó en su trabajo junto con Quique Camoiras como pareja artística. Colaboró también en este tiempo con Andrés Pajares y Paco Martínez Soria.
Trabajó en un espectáculo propio, El show de Vicky Lusson. En El Molino de Barcelona realizó Las pícaras molineras. Posteriormente actuó en obras de teatro del repertorio español como Por la calle de Alcalá, Un marido de ida y vuelta de Jardiel Poncela, La venganza de Don Mendo en versión musical con José Sazatornil, y El año pasado por agua en el Teatro de la Zarzuela de Madrid. 
Realizó también apariciones en cine y televisión como Celos, amor y Mercado Común, El extraño amor de los vampiros, Novios de la muerte, Terapia al desnudo, y apariciones en el programa Estudio 1 de Televisión Española.